# سکه پنج هزار ریالی
سکه پنج‌هزار ریالی یا ۵۰۰ تومانی، که درحاشیه کنفرانس خبری ویژه گرامی‌داشت پنجاهمین سالگرد تأسیس بانک مرکزی رونمایی شد. جنس این سکه از آلیاژ مس، روی و نیکل می‌باشد. این سکه ۱۸ مرداد ۱۳۸۹ منتشر شد. تصویر روی سکه مبلغ اسمی سکه در وسط و عبارت «جمهوری اسلامی ایران» در بالا و دو خوشه گندم در طرفین است. تصویر پشت سکه عبارت پنجاهمین سالگرد تأسیس بانک مرکزی جمهوری اسلامی ایران در مرکز و ۱۳۸۹–۱۳۳۹ در حاشیه پایین سکه است. وزن آن ۱۰٫۱ گرم و قطرش ۲۹٫۳ میلیمتر می‌باشد.